# Emanuel Milner
Emanuel Milner, plným jménem Emanuel Anton Hermann Milner (7. dubna 1846 Bláto – 14. ledna 1929 Luka), byl rakouský a český právník, vysokoškolský pedagog a politik německé národnosti, na konci 19. století poslanec Říšské rady, na přelomu 19. a 20. století poslanec Českého zemského sněmu.

## Biografie
Pocházel z vesnice Bláto (Benetschlag) na Českokrumlovsku. Jeho otec byl zemědělcem. V roce 1851 se přestěhoval k dědovi do Prahy na studia. Do roku 1858 zde získal základní vzdělání. Pak studoval gymnaziální obory u soukromých učitelů. Roku 1864 složil maturitu. V letech 1864–1868 vystudoval práva na Karlo-Ferdinandově univerzitě v Praze a roku 1870 získal titul doktora práv. V roce 1872 studoval na Mnichovské univerzitě.
Roku 1870 nastoupil do státních služeb na místodržitelství v Praze. Počátkem roku 1872 se ze studijních důvodů přestěhoval do Mnichova a ještě téhož roku do Tübingen, kde se roku 1874 habilitoval a v letech 1874–1880 působil jako soukromý docent na Univerzitě Eberharda Karla v Tübingen, na které se roku 1880 stal mimořádným profesorem všeobecné státovědy.
Od roku 1880 mu patřil statek Albeřice a Luka v západních Čechách. Zapojil se i do politiky. Roku 1888 zasedl do Říšské rady (celostátní zákonodárný sbor), kam nastoupil 10. dubna 1888 místo Antona Steinera. Zastupoval kurii venkovských obcí, obvod Žatec, Chomutov atd. V roce 1890 se uvádí jako člen klubu Sjednocená německá levice, který spojil několik ústavověrných proudů německých liberálů.
Koncem století se zapojil i do zemské politiky. V doplňovacích volbách v září 1892 byl zvolen do Českého zemského sněmu. Mandát obhájil v řádných volbách v roce 1895 v kurii venkovských obcí (volební obvod Žlutice, Bochov, Manětín). Uvádí se jako německý liberál (Německá pokroková strana). Byl členem německé sekce zemské zemědělské rady a členem rakouské zemědělské rady.
V roce 1897 se stal předsedou vedení téhož roku zprovozněné lokální železniční trati z Rakovníka do Bečova nad Teplou a dál do Bochova. Město Bochov mu udělilo čestné občanství.
Zemřel v lednu 1929 na srdeční záchvat.